# Горица Аћимовић
Горица Аћимовић (Бања Лука, 28. фебруар 1985) аустријска је рукометашица српског порекла.
Од новембра 2007. године поседује држављанство Аустрије. Године 2010. проглашена је амбасадорком спорта Републике Српске.

## Награде
- Женски рукометни клуб Аустрије: 2005, 2006, 2007, 2008 и 2009.
- ОХБ куп: 2005, 2006, 2007, 2008 и 2009.
- Женски рукометни куп Данске: 2010
- ЕХФ Лига шампиона за жене: 2010